# Eulepidotis
Eulepidotis är ett släkte av fjärilar. Eulepidotis ingår i familjen nattflyn.

## Bildgalleri

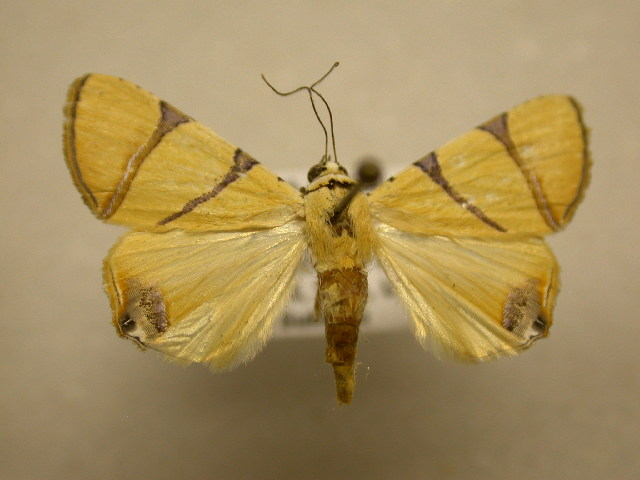
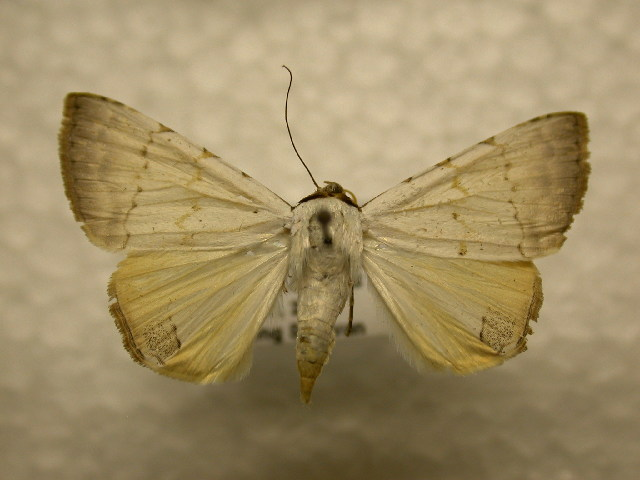
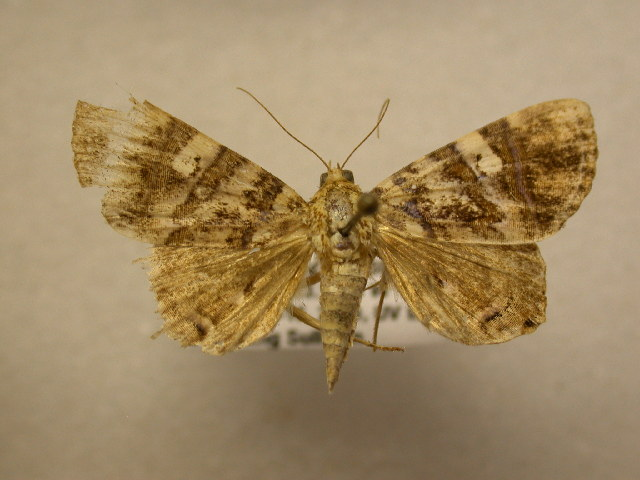
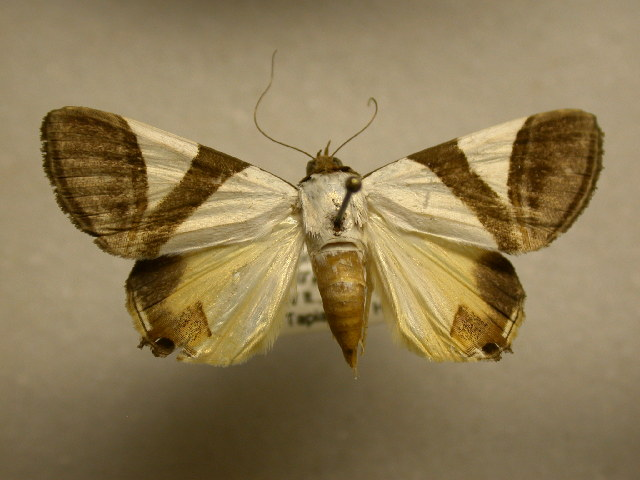
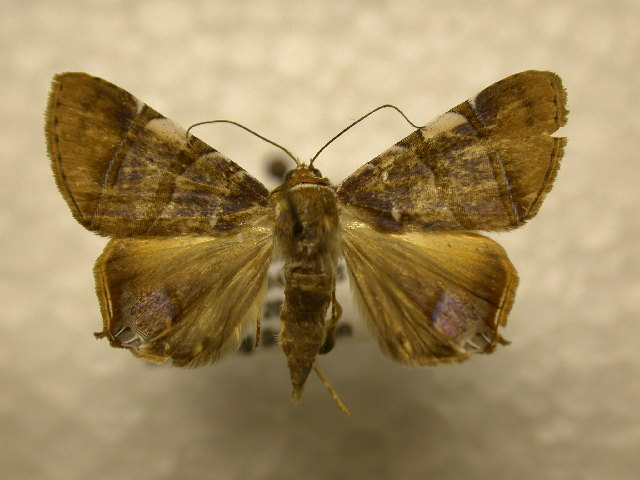
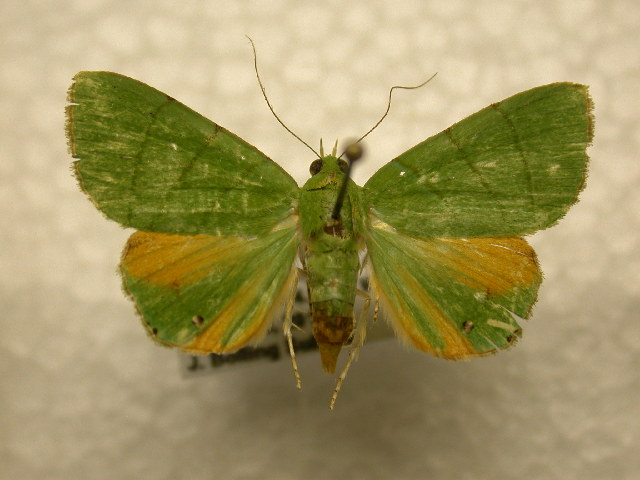

## Dottertaxa tillEulepidotis, i alfabetisk ordning[1]
- Eulepidotis addens
- Eulepidotis affinis
- Eulepidotis aglae
- Eulepidotis aglaura
- Eulepidotis alabastraria
- Eulepidotis albidus
- Eulepidotis albistriata
- Eulepidotis albistriga
- Eulepidotis albula
- Eulepidotis algae
- Eulepidotis anna
- Eulepidotis argentilinea
- Eulepidotis argyritis
- Eulepidotis atalanta
- Eulepidotis austrina
- Eulepidotis bipartita
- Eulepidotis caeruleilinea
- Eulepidotis candida
- Eulepidotis carcistola
- Eulepidotis caudata
- Eulepidotis chloris
- Eulepidotis columbrata
- Eulepidotis consequens
- Eulepidotis corineta
- Eulepidotis corinna
- Eulepidotis croceipars
- Eulepidotis crocoptera
- Eulepidotis crocota
- Eulepidotis deiliniaria
- Eulepidotis delecta
- Eulepidotis detracta
- Eulepidotis deva
- Eulepidotis dewitzei
- Eulepidotis diana
- Eulepidotis dives
- Eulepidotis dominicata
- Eulepidotis egala
- Eulepidotis egista
- Eulepidotis egistoides
- Eulepidotis electa
- Eulepidotis emilia
- Eulepidotis erina
- Eulepidotis evadnes
- Eulepidotis ezra
- Eulepidotis flavipex
- Eulepidotis folium
- Eulepidotis formosa
- Eulepidotis fortissima
- Eulepidotis fumata
- Eulepidotis geminata
- Eulepidotis glaucopasa
- Eulepidotis graminea
- Eulepidotis hebe
- Eulepidotis hemileuca
- Eulepidotis hermura
- Eulepidotis holoclera
- Eulepidotis ilyrias
- Eulepidotis inclyta
- Eulepidotis infuscata
- Eulepidotis julianata
- Eulepidotis juncida
- Eulepidotis junetta
- Eulepidotis lucia
- Eulepidotis mabis
- Eulepidotis magica
- Eulepidotis merosticta
- Eulepidotis merricki
- Eulepidotis mesomphala
- Eulepidotis metamorpha
- Eulepidotis micca
- Eulepidotis microleuca
- Eulepidotis modestula
- Eulepidotis mustela
- Eulepidotis nicaea
- Eulepidotis obscura
- Eulepidotis ornata
- Eulepidotis panamensis
- Eulepidotis penumbra
- Eulepidotis perducens
- Eulepidotis persimilis
- Eulepidotis philosis
- Eulepidotis phrygionia
- Eulepidotis preclara
- Eulepidotis primulina
- Eulepidotis prismatica
- Eulepidotis pulchella
- Eulepidotis punctangulata
- Eulepidotis punctilinea
- Eulepidotis quadrilinea
- Eulepidotis rectimargo
- Eulepidotis reducens
- Eulepidotis regalis
- Eulepidotis regina
- Eulepidotis reticulata
- Eulepidotis sabina
- Eulepidotis santarema
- Eulepidotis santosina
- Eulepidotis schedoglauca
- Eulepidotis scita
- Eulepidotis selecta
- Eulepidotis serpentifera
- Eulepidotis stella
- Eulepidotis stigmastica
- Eulepidotis striaepuncta
- Eulepidotis superior
- Eulepidotis suppura
- Eulepidotis suzetta
- Eulepidotis sylpha
- Eulepidotis tabasconis
- Eulepidotis testaceiceps
- Eulepidotis thecloides
- Eulepidotis thermochroa
- Eulepidotis transcendens
- Eulepidotis tripunctula
- Eulepidotis umbrilinea
- Eulepidotis variabilis
- Eulepidotis vincentiata
- Eulepidotis viridissima
- Eulepidotis vivida